# Ismail Gasprinskij

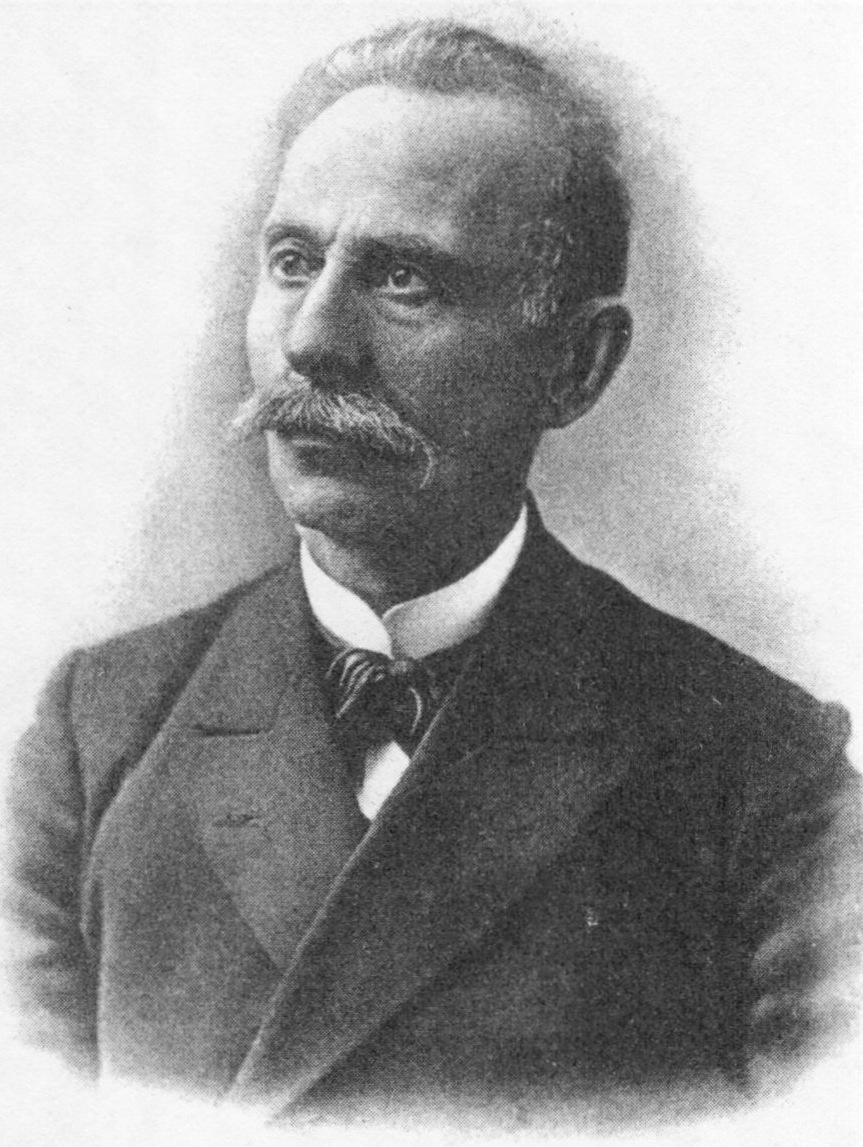
Ismail Bej Gasprinskij

Ismail Bej Gasprinskij (russisch Исмаи́л Бекъ Гаспри́нский, krimtatarisch İsmail Gaspıralı, ukrainisch Ісмаї́л Ґаспри́нський; geb. 9. Märzjul. / 21. März 1851greg. in Avcıköy bei Bachtschyssaraj; gest. 11. Septemberjul. / 24. September 1914greg. in Bachtschyssaraj) war ein krimtatarischer Pädagoge, Journalist und Politiker. Er war einer der wichtigsten Vermittler der westlichen Moderne für die Muslime Russlands und erkannte als einer der ersten muslimischen Intellektuellen im Russischen Kaiserreich den Bedarf der türkischstämmigen und muslimischen Völker Russlands nach Erziehung, kultureller Reform und Modernisierung. Durch die Einführung der neuen Unterrichtsmethode Usul-i Jadid zählt er zu den Begründern des Jadidismus. Von 1882 bis zu seinem Tod gab er die zweisprachige russisch-türkische Zeitung Perewodtschik/Tercüman heraus. Von 1905 bis 1908 betätigte er sich als Organisator von muslimischen Kongressen. Der ab 1907 verfolgte Plan für einen islamischen Weltkongress, der in der ägyptischen Hauptstadt Kairo stattfinden sollte, scheiterte jedoch. Gasprinskij gilt auch als einer der Mitbegründer des Panturkismus. Nach Hakan Kırımlı war er „die bedeutendste Persönlichkeit in der Geschichte der Krimtataren vor 1917, und vielleicht auch aller Türken des Russischen Reiches“.

## Leben

### Kindheit und Jugend
Ismail Bej Gasprinskij wurde am 21. März 1851 im Dorf Avcıköy in der Nähe von Bachtschyssaraj geboren. Seine Mutter, Fatma Hanım, kam aus einer adligen Familie der Krim. Sein Vater, Mustafa Aga, ebenfalls ein Adliger, wurde in dem Dorf Gaspra auf der Krim geboren. Er hatte dem russischen General-Gouverneur des Kaukasus in der Zeit der Aufstände von Imam Schamil als Übersetzer gedient. Gaspra diente Gasprinskij auch als Namensgeber. Seine Familie lebte während des Krimkrieges von 1853–1856 in Aqyar (Sewastopol). Nach dem Krieg zog sie nach Bachtschyssaraj. Da war Gasprinski vier Jahre alt.

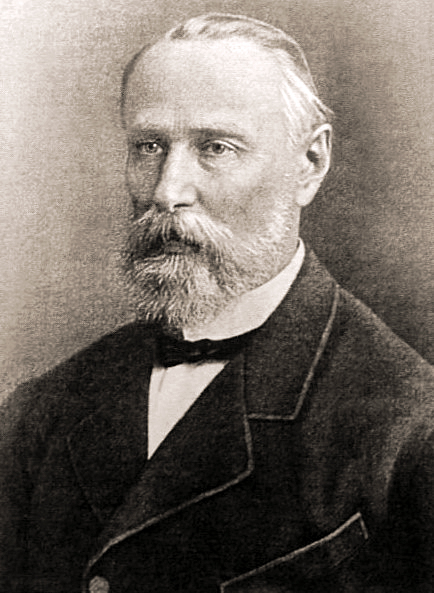
Der panslawische Publizist Michail Katkow

Ismail Bej besuchte zunächst die Zindschirli-Medrese in Bachtschyssaraj und ging danach auf das Gymnasium in Aqmescit (Simferopol). Zwei Jahre später trat er in die Militär-Akademie in Woronesch ein. Von dort wechselte er in das Höhere Militär-Lyzeum in Moskau. Hier lernte er den Lipka-Tataren Mustafa Mirza Davidovič kennen, mit dem er lebenslang freundschaftlich verbunden blieb. Zusammen gewannen sie die Aufmerksamkeit ihres wichtigsten Lehrers, des panslawistischen Publizisten Michail Katkow, der die beiden jede Woche zu sich nach Hause einlud. Bei ihm verbrachte Ismail Bey auch einmal die Sommerferien. Genau zu dieser Zeit war Katkow eine zentrale Figur im Moskauer Slawischen Wohltätigkeitskomitee, das 1867 einen panslawischen Kongress organisierte, und es gibt Hinweise darauf, dass Gasprinskij von den organisatorischen Anliegen der Moskauer Panslawisten beeindruckt war.

### Tätigkeit als Lehrer, Reisen nach Westeuropa und in die Türkei
Als 1867 auf Kreta ein Aufstand ausbrach, löste die Feindseligkeit, die Katkov gegenüber der Türkei zeigte, bei Ismail Bej und seinem Freund eine heftige emotionale Gegenreaktion aus, und zusammen begaben sich die beiden nach Odessa, um auf Kreta als Freiwillige auf türkischer Seite zu dienen. Da die beiden jedoch keine Pässe hatten, wurden sie verhaftet und in ihre Heimat auf der Krim zurückgeschickt. Ismail Bej wurde an der Zindschirli-Medrese zum Lehrer für Russisch ernannt, das ab dieser Schule obligatorisches Unterrichtsfach war. Während er dieser Tätigkeit nachging, beschäftigte er sich intensiv mit russischer Literatur, unter anderem auch mit den Werken der Westler Dmitri Iwanowitsch Pissarew und Nikolai Gawrilowitsch Tschernyschewski. Außerdem verfolgte er den Plan, in die Türkei zu gehen und Offizier zu werden. Als er feststellte, dass dafür Französisch-Kenntnisse Voraussetzung waren, widmete er sich dem Studium dieser Sprache. 1871 beschloss er, nach Istanbul zu gehen; um sein Französisch zu perfektionieren, reiste er jedoch zunächst über Wien nach Paris.

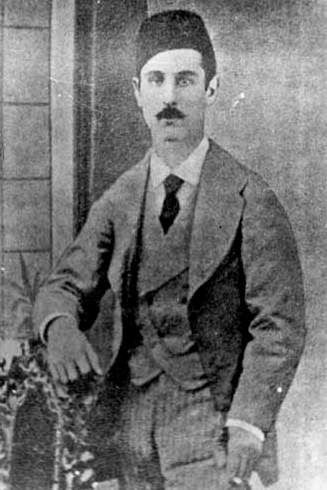
Ismail Gasprinski 1872

In Frankreich hielt er Kontakt zur russischen Emigrantengemeinschaft und verdiente seinen Lebensunterhalt mit Übersetzungen und als Assistent von Iwan Sergejewitsch Turgenjew. Außerdem unternahm er Reisen durch England, Spanien und weitere europäische Länder. Seine Beobachtungen schilderte er später in den Broschüren und literarischen Werken Avrupa medeniyetine bir nazar-i muvazene („Eine ausgewogene Bewertung der europäischen Zivilisation“), Medeniyet-i islamiye („Islamische Zivilisation“) und Dar al-rahat Müslümanları („Muslime der friedlichen Wohnstätte“). 1874 fuhr er schließlich in das Osmanische Reich, um dem osmanischen Militär beizutreten. Ismail Bey unternahm große Anstrengungen, in die türkische Kriegsakademie aufgenommen zu werden, doch als der russische Botschafter Ignatjew davon erfuhr, übte er Druck auf den Großwesir Mahmud Nedim Pascha aus, um dies zu verhindern. Nachdem Ismail Bej ein Jahr vergeblich gewartet hatte, kehrte er 1875 auf die Krim zurück. Während seines Aufenthalts in Istanbul veröffentlichte er für einige russische Zeitungen in St. Petersburg und Moskau unpolitische Artikel über das Leben im Orient.

### Tätigkeit als Bürgermeister von Bachtschyssaraj und Publizist
Auf der Krim betätigte sich Gasprinski wieder als Russisch-Lehrer, zunächst in Jalta, dann ab 1876 erneut in Bachtschyssaraj an der Zindschirli-Medrese. In dieser Phase befasste er sich gedanklich vor allem mit dem Dorfleben bei den Krim-Tataren. 1878 wurde er zum Bürgermeister von Bachtschyssaraj gewählt. Nachdem er mit einigen seiner Reformvorschläge in der Stadtverwaltung auf heftigen Widerstand gestoßen war, musste er das Amt 1884 aufgeben.
1879 stellte Gasprinskij einen Antrag zur Herausgabe einer Zeitung, der aber von den russischen Behörden abgelehnt wurde. Daraufhin schrieb er in der russischsprachigen Zeitung Tavrida, die in Simferopol erschien, politische Artikel über die Muslime des Russischen Reiches. 1881 erhielt er die Erlaubnis zur Eröffnung einer Druckerei. Hier druckte er viele seiner Artikelsammlungen in krimtatarischer Sprache, die er in den folgenden Jahren schrieb. 1882 erweiterte Ismail Bey die Artikel, die er in der Zeitung Tavrida auf Russisch veröffentlicht hatte, ein wenig und veröffentlichte sie in Form eines 54-seitigen Werks mit dem Titel Russkoye Musulmanstwo („Russischer Islam“).
Erst 1882 erhielt er die Erlaubnis zur Herausgabe einer zweisprachigen Wochenzeitung – in Russisch und Türkisch. Ihr Titel wurde sowohl auf Türkisch als auch auf Russisch geschrieben: Tercüman/Perewodtschik war ihr Name, beides bedeutet „Übersetzer“. Die erste Ausgabe erschien am 22. April 1883, dem hundertsten Jahrestag der Annexation der Krim. Jedoch unterlag die Zeitung einer starken Zensur. In den Anfangsjahren musste sich Gasprinskij bei Produktion und Vertrieb der Zeitung sehr stark auf seine Familie stützen.
1882 heiratete Ismail Bej Zahire Hanim, die zur adligen Kasan-tatarischen Fabrikantenfamilie Aqçurin gehörte. Durch diese Heirat wurden seine Verbindungen zu den Kasaner Tataren enger. Auch stand er in ständigem Kontakt mit aserbaidschanisch-türkischen Schriftstellern. Mustafa Davidovič, der mit Ismail Bey am Moskauer Militär-Lyzeum studiert hatte, ließ sich in Bachtschyssaraj nieder, wo er zwanzig Jahre lang Bürgermeister war und Ismail Bey bei seinen Unternehmungen half. Außerdem versammelte sich in der ersten Hälfte der 1880er Jahre ein kleiner Kreis von Unterstützern aus Bachtschyssaraj um Gasprinskij, darunter Hasan Nuri, Bekir Emekdar, Habibullah Efendi und Bayburtlu Süleyman Efendi.

### Usûl-ü Cadid: Das Projekt der muslimischen Bildungsreform
Die Arbeit, mit der Ismail Bey in diesen Jahren am meisten beschäftigt war, war sein Projekt einer Bildungsreform für die Muslime. 1881 schätzte Gasprinskij, dass es im gesamten Russischen Reich mehr 16.000 Mektep-Koranschulen und 214 Medresen gab, in denen ungefähr eine halbe Million muslimische Kinder lernten. Da diese Schulen zwar theoretisch unter der Aufsicht Geistlicher Verwaltungen standen, in Wirklichkeit aber nicht beaufsichtigt wurden und somit frei waren, dachte Gasprinskij über die Möglichkeit nach, ein vollständig neues und unabhängiges Bildungssystem aufzubauen, das das alte ersetzen sollte. Die neue Schulmethode, die er dort anwenden wollte, nannte er Usûl-ü Cadid („Die neue Methode“). Der Begriff bezog sich ursprünglich auf die neue Methode des Sprachunterrichts durch phonetische Transkription, vereinfachte Grammatik und vereinfachtes Vokabular.

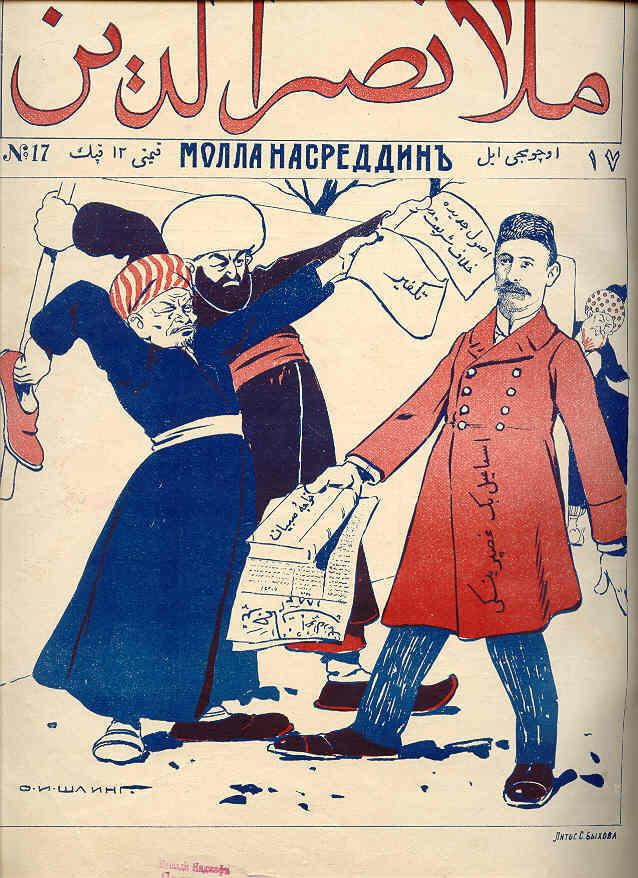
Mit seinen Reformen stieß Gasprinskij bei den traditionellen Geistlichen auf viel Widerstand. Hier dargestellt in einer Karikatur von Molla Nasreddin. Rechts Gasprinskij mit seinem Lehrbuch und seiner Zeitung, links Geistliche, die auf seine Erziehungsreform mit Takfīr reagieren.

Zentral für das Konzept der neuen Schulen war eine Methode, mit der Schüler innerhalb von 40 Tagen das Lesen und Schreiben der türkischen Sprache lernen konnten. Hatten die Kinder zuvor in den Mekteps Silben und ganze Wörter auswendig lernen müssen, wurde nun den einzelnen Lauten ein Zeichen zugeordnet, und die Kinder übten anhand muttersprachlicher Beispiele, das Gelernte zu lesen und zu schreiben. Neu war aber auch, dass im Lehrplan der Mekteps, die der neuen Methode folgten, weltlichen Fächern Vorrang gegeben wurde. Zusätzlich zum traditionellen Lehrplan, also Koranrezitation, Kalligrafie und den Glaubenslehren und Gebeten des Islams, wurden auch Lesen und Schreiben auf Türkisch und Arithmetik gelehrt. Schulen, die sich an der neuen der neuen Methode ausrichteten, sollten außerdem mit Stühlen und Bänken sowie mit einem Bücherschrank und Schultafel ausgestattet sein. 1884 verfasste Gasprinskij für die Mekteb-Grundschulen der neuen Methode ein eigenes Schulbuch mit dem Titel Hocā-yi ṣibyān. Az vaqitta oqumaq yazmaq ve ḥisāb bildirir („Der Lehrer für Kinder. Vermittelt in kurzer Zeit Kenntnisse im Lesen, Schreiben und Rechnen“), in dem er den Methoden des russisch-ukrainischen Pädagogen Konstantin Dmitrijewitsch Uschinski folgte. Gasprinskij behauptete, dass mit diesem Buch in nur sechs Monaten erlernt werden könne, was beim Unterricht mit der alten Methode in vier oder fünf Jahren vermittelt wurde. Im selben Jahr eröffnete Gasprinskij die erste Modellschule im Kaytaz-Aga-Viertel in Bachtschyssaraj. Den Lehrer der Anstalt Bekir Emekdar bildete er persönlich aus.
1887 sandte Gasprinskij Emekdar nach Kassimow, um dort die zweite Mektep-Grundschule zu eröffnen, die nach der neuen Methode unterrichten sollte. Und 1893 besuchte er das Emirat Buchara, um dort seine 40-Tage-Methode vorzuführen und eine nach dieser Methode unterrichtende Schule in Samarkand zu eröffnen. Im selben Jahr ließ er seine Schwester Pembe Hanım Bolatukova die erste neuartige Mektep-Schule für Mädchen in Bachtschyssaraj eröffnen. Danach trat die neue Schulform einen rasanten Siegeszug an: Durch die Unterstützung verschiedener muslimischer Industrieller konnten bis zum Jahre 1895 über 100 Mektep-Schulen im Russischen Reich eröffnet werden, die nach der neuen Methode unterrichten. Bis zum Tode Gasprinskij im Jahre 1914 stieg die Anzahl dieser Schulen sogar auf ungefähr 5.000.

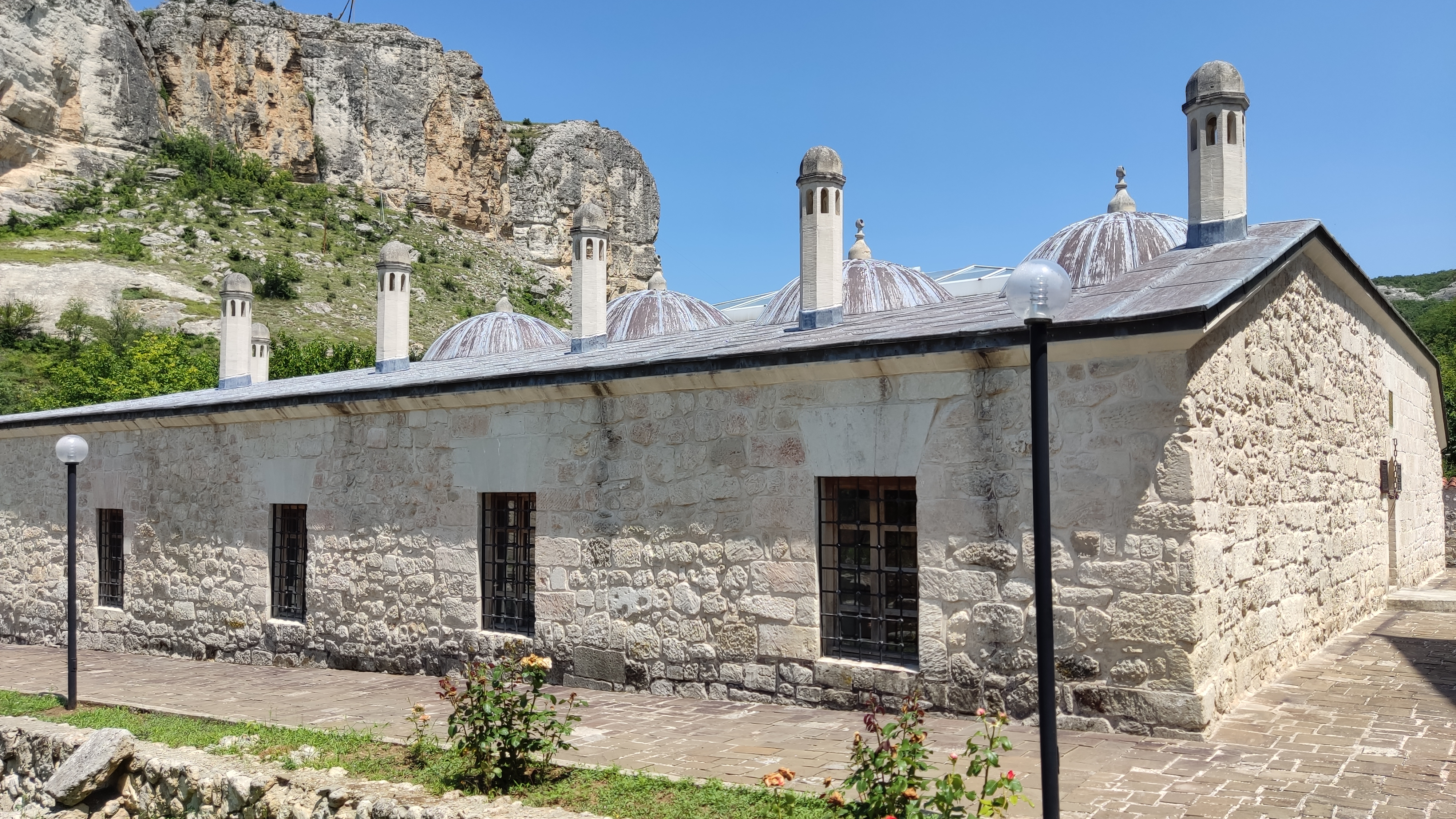
Zindschirli-Madrasa

Da Gasprinskij selbst kein Absolvent einer Medrese und kein ʿĀlim war, konnte er persönlich keine höhere islamische Schule gründen. Es gelang ihm aber, Chabibullah-Chazrat, den Professor der Zindschirli-Medrese in Bachtschyssaraj zu überzeugen, dschadidistische Methoden anzuwenden. Dazu gehörten eine striktere Organisation des Unterrichtsablaufs, Prüfungen und der Unterricht in weltlichen Fächern. Auf diese Weise wuchs der Zindschirli-Medrese bis Mitte der 1890er Jahre die Rolle zu, die Gasprinskijs Musterschule für die Mekteps spielte. 1894 eröffnete Gasprinskij außerdem in Tercümen eine Diskussion über die Reform der Medrese. Sowohl in Russland als auch in der Türkei stießen seine Reformvorschläge auf ein positives Echo.
Gasprinskij war auch sehr beeindruckt von den verschiedenen russischen Spezialschulen für handwerkliche und landwirtschaftliche Fachausbildungen, wie sie insbesondere auf Betreiben der Semstwo entstanden. Er regte daraufhin seinerseits die Aufnahme praxisorientierter Fächer in die Medresen an und forderte die muslimische Jugend zum Besuch dieser Fachschulen auf. 1895 brachte er außerdem die Idee einer muslimischen Berufsschule auf und stellte dafür auch finanzielle Mittel zur Verfügung. Wahrscheinlich aufgrund von bürokratischen und gesetzlichen Hürden konnte dieses Projekt jedoch nicht verwirklicht werden. Gasprinskij setzte sich auch für die soziale Absicherung von Lehrern ein. So brachte er Ende 1906 Zeit die Idee von Kooperativen (teavün cemiyetleri) für die Mullahs und Lehrer auf.

### Ausbau der Beziehungen zu den turksprachigen Muslimen Russlands, Kongressaktivitäten

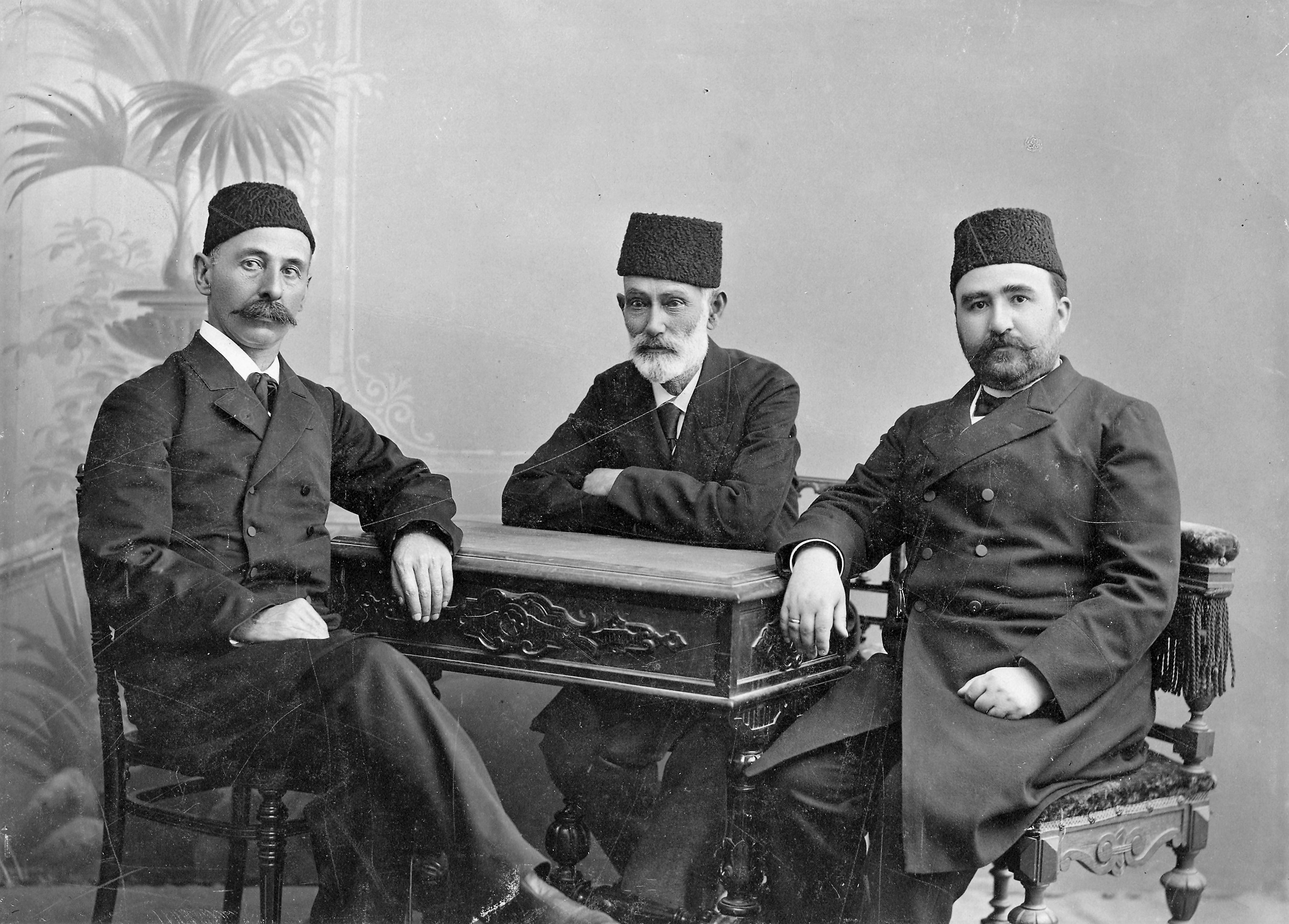
Ismail Gasprinskij (links) mit Həsən bəy Zərdabi (in der Mitte) und Əlimərdan bəy Topçubaşov (rechts) in Baku 1893.

Um seine Reformideen zu verbreiten, knüpfte Gasprinskij Beziehungen zu vielen anderen türkisch-muslimischen Intellektuellen im Russischen Reiche. In den Jahren 1885 und 1893 reiste er nach Baku. Bei seiner zweiten Reise nach Baku reiste er weiter nach Buchara. Auf anderen Reisen besuchte er Taschkent und Sibirien.

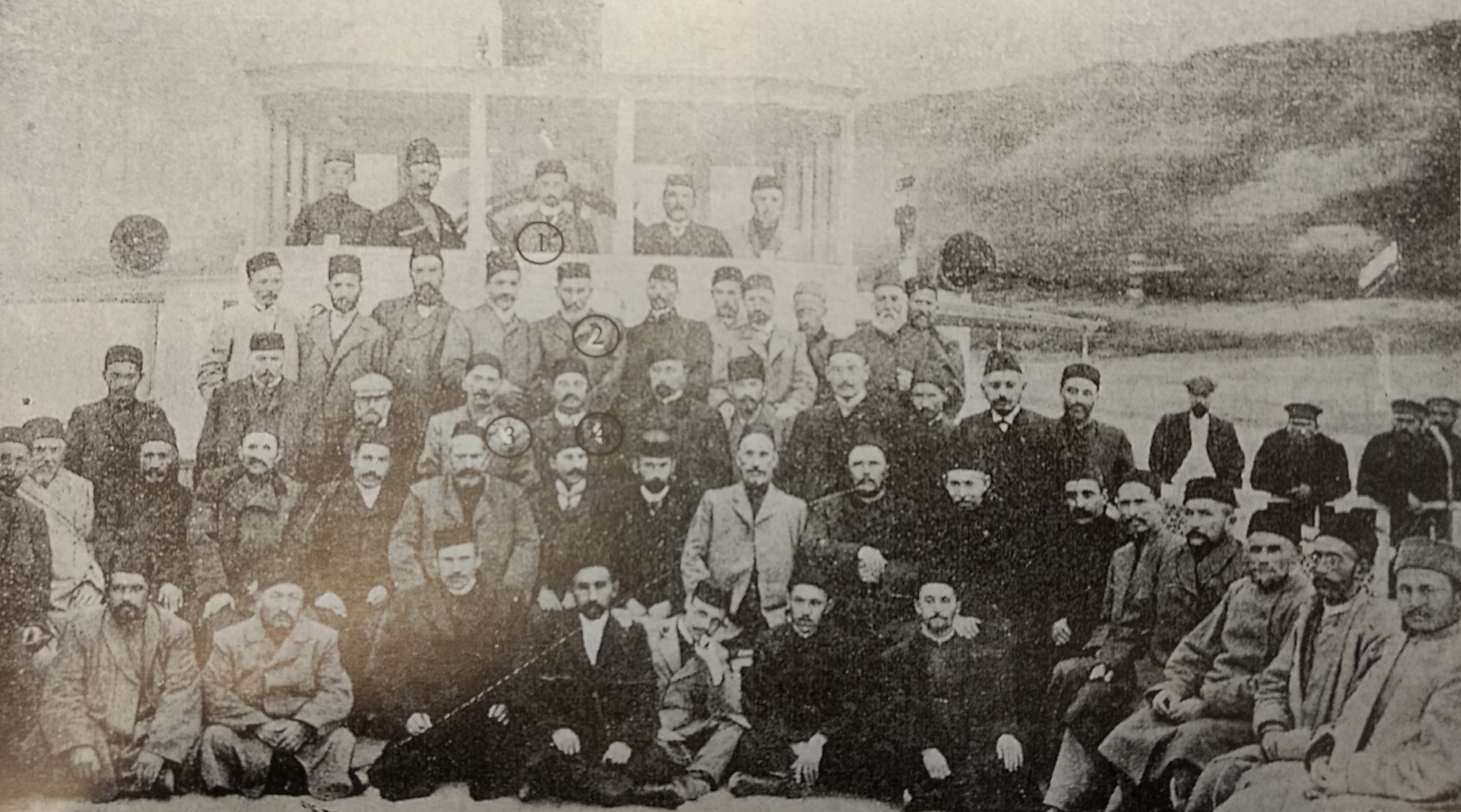
Teilnehmer des ersten Kongresses der Muslime Russlands 1905. Ismail Gasprinskij ist mit einer (3) markiert.

Nach der Revolution von 1905, bei dem zum ersten Mal Sozialisten und Kommunisten stärker hervortraten, rückte Ismail Gasprinskij erkennbar nach rechts und begann, über die Herbeiführung einer kulturellen Einheit der islamischen Nationen nachzudenken. Noch im selben Jahr fungierte er als einer der Organisatoren des Kongresses der Muslime Russlands in Nischni Nowgorod. Die Delegierten mussten bei dieser Veranstaltung auf ein Dampfschiff ausweichen, weil die Versammlung verboten wurde. Gasprinskij wurde zum Vorsitzenden des Ersten Muslimkongresses ernannt. Die Teilnehmer der Veranstaltung erstellten einen Forderungskatalog, der darauf abzielte, die Annäherung zwischen Muslimen und Russen zu fördern, um die politischen und kulturellen Probleme lösen zu können. Darin forderten sie eine politische Beteiligung der Muslime an der Gesetzgebung, die rechtliche Gleichberechtigung der Muslime und Russen und die Gleichheit der Muslime in politischen und religiösen Fragen, genauso wie in Fragen des Eigentums. Darüber hinaus forderten sie auch bessere Bildung für die muslimischen Kinder. Zur Verwirklichung dieser Forderungen planten die Delegierten, sich erneut in Versammlungen zu treffen. Nach der Verkündung des Oktobermanifests entwarf Gasprinskij sogar eine eigene Flagge für die türkisch-muslimische Bewegung in Form einer russischen Zarenflagge, in deren Mitte ein weißer Halbmond auf kreisrundem grünem Grund aufgedruckt war.
Zur Umsetzung der Beschlüsse des Ersten Kongresses der gesamtrussländischen Muslime auf der Krim ließ Gasprinskij eine örtliche Zweigstelle in Aqmescit gründen. Am 3. Dezember 1905 richtete er dort den Kongress aller Krimmuslime aus, an dem mehr als 700 Delegierte teilnahmen. Thematisiert wurde die Vakıf-Frage, die Reform des Geistlichen Rates und die Rückgabe der Verwaltung aller Vakıf-Ländereien an die Krimtataren. Gasprinskij richtete 1906 noch weitere Kongresse auf der Krim aus. Daneben nahm er auch an dem Zweiten Muslimkongress der gesamtrussländischen Muslime im Januar 1906 in St. Petersburg teil. Auf dem Kongress wurde das Programm der Partei İttifak-ı Müslîmîn (Muslimische Union) ausgearbeitet. Gasprinskij weigerte sich mit der Opposition zusammenzuarbeiten, weil er Interesse an der Zusammenarbeit mit der Regierung hatte. Da er auf dem Kongress von einem jungen sozialistischen Kasan-Tataren hart angegangen worden war, schrieb er nach der Rückkehr eine Anzahl von Artikeln über den Sozialismus. Darin vertrat er die Auffassung, dass diejenigen muslimischen Jugendlichen, die mit dem Sozialismus sympathisierten, von den Propagandabroschüren der russischen sozialistischen Parteien in die Irre geführt und getäuscht worden seien und dass die Konzepte von „Gerechtigkeit und Gleichheit“ im Islam und im Sozialismus in Wirklichkeit nichts gemeinsam hätten.
Die Eröffnung der Staatsduma im April/Mai 1906 betrachtete Gasprinskij als einen gewaltigen Schritt für die turksprachigen Muslime, weil sie, so meinte er, aus der „unterdrückten Nation“ eine Nation machte, die nun auf der gleichen Stufe wie die herrschende Nation stand. Zwar hielt er die Zahl der muslimischen Abgeordneten, die in die erste Duma gewählt worden waren, für viel zu niedrig, um die Muslime im Russischen Reich angemessen repräsentieren zu können, doch war er der russischen Nation für das „Prinzip“ dankbar, dass sie den Muslimen überhaupt eine Repräsentation gewährte. Das unglückselige Scheitern der Ersten Staatsduma im Sommer 1906 enttäuschte Gasprinkij. In seiner Zeitung machte er aber deutlich, dass er die Staatsduma weiter für die zentrale Plattform politischer Aktivitäten für die die Muslime hielt. Da er den Sozialismus als eine ernsthafte Bedrohung für die muslimische Einheit betrachtete, widmete er ab Juli 1906 15 Nummern von Tercüman der Aufklärung über diese Ideologie.
Auf dem Dritten Kongress der gesamtrussländischen Muslime, der vom 29. August bis 3. September 1906 stattfand und der größte muslimische Kongress des Russischen Reiches war, wurde gegen Gasprinskijs Willen beschlossen, aus dem İttifak-ı Müslîmîn (Muslimische Union) eine politische Partei zu bilden. Er hatte dagegen vorgeschlagen, dieses Thema für zwei bis drei Monate zu vertagen und sich auf einem Sonderkongress zu treffen. Trotz seiner Ablehnung wählten ihn die Delegierten zum Mitglied des Zentralkomitees der Muslimischen Union. Am Ende des Kongresses wurde er in einer Rede als «Vater der Nation» gerühmt. Gasprinskij setzte sich nach dem Kongress für die Bildung von muslimischen „Progressivistengesellschaften“ (terakkiyûn cemiyetleri) ein, die in jeder muslimischen Region als Unterabteilungen des Muslimischen Kongresses agieren sollten.
Als Anfang 1907 die Muslime 38 Sitze in der Zweiten Duma gewannen, bereitete Gasprinskij die Entwürfe von fünf neuen Gesetzen vor, die er als die dringendsten Bedürfnisse der Muslime im Russischen Reich ansah, und legte sie der muslimischen Fraktion vor. Er trat jetzt immer strikter für den Ausschluss von Sozialisten aus der Muslimischen Union ein. Die radikalen jungen turkstämmigen Intellektuellen betrachteten ihn deswegen als Oktobristen.

### Der Plan des islamischen Weltkongresses
Gewissermaßen als Fortsetzung seiner Kongressaktivitäten entwickelte Ismail Gasprinskij nun den Plan, einen islamischen Weltkongress abzuhalten, auf dem Muslime aus aller Welt zusammenkommen sollten, um über Wege zur kulturellen Erneuerung des Islams nachzudenken. Zum ersten Mal berichtete er über diesen Plan in einem Artikel, den er im September 1907 in Tercüman veröffentlichte. Da er sich als russischer Staatsbürger in Istanbul nicht frei bewegen und er hier früher schlechte Erfahrungen gemacht hatte, kam diese Stadt als Austragungsort nicht in Frage. Deshalb wollte er den Kongress in Kairo, „dem zweiten Zentrums des Islams“, abhalten. Abgesehen von diesen Überlegungen hielt er es für wichtig, bei den großen Kolonialmächten, insbesondere beim Britischen Empire, das damals den größten Teil der islamischen Welt kontrollierte, keine Sorgen hinsichtlich des Panislamismus hervorzurufen. Wenn Großbritannien sich über die Gefahrlosigkeit der Ziele des Unternehmens sicher wäre, so war seine Überlegung, würden auch die übrigen europäischen Mächte kein Problem damit haben.
Der jüdisch-ungarische Orientalist Hermann Vámbéry, der zu den regelmäßigen Lesern von Gasprinskijs Tercüman gehörte, übersetzte Exzerpte aus Gasprinskijs Artikel ins Englische und veröffentlichte sie im Oktober in The Times. Auf diese Weise verbreiteten sich Informationen über den geplanten Kongress schon früh in den westlichen Medien und drangen auch nach Kairo. Entsprechend hoch waren die Erwartungen, als Gasprinskij Ende Oktober in der Stadt eintraf. Am Abend des 1. November 1907 kamen 300 politische, religiöse und kulturelle Persönlichkeiten in das Continental Hotel, um einem Vortrag von ihm zu lauschen. Da aber Gasprinskij kaum Arabisch sprach, musste er ihn auf Türkisch halten, was die Wirkung des Vortrags etwas schmälerte. Türkische, arabische und französische Versionen wurden wenig später in verschiedenen Zeitschriften abgedruckt. In seinem Vortrag betonte Gasprinskij, dass der hauptsächlich kulturelle Charakter des Kongresses nichts mit politischem Panislamismus zu tun habe.

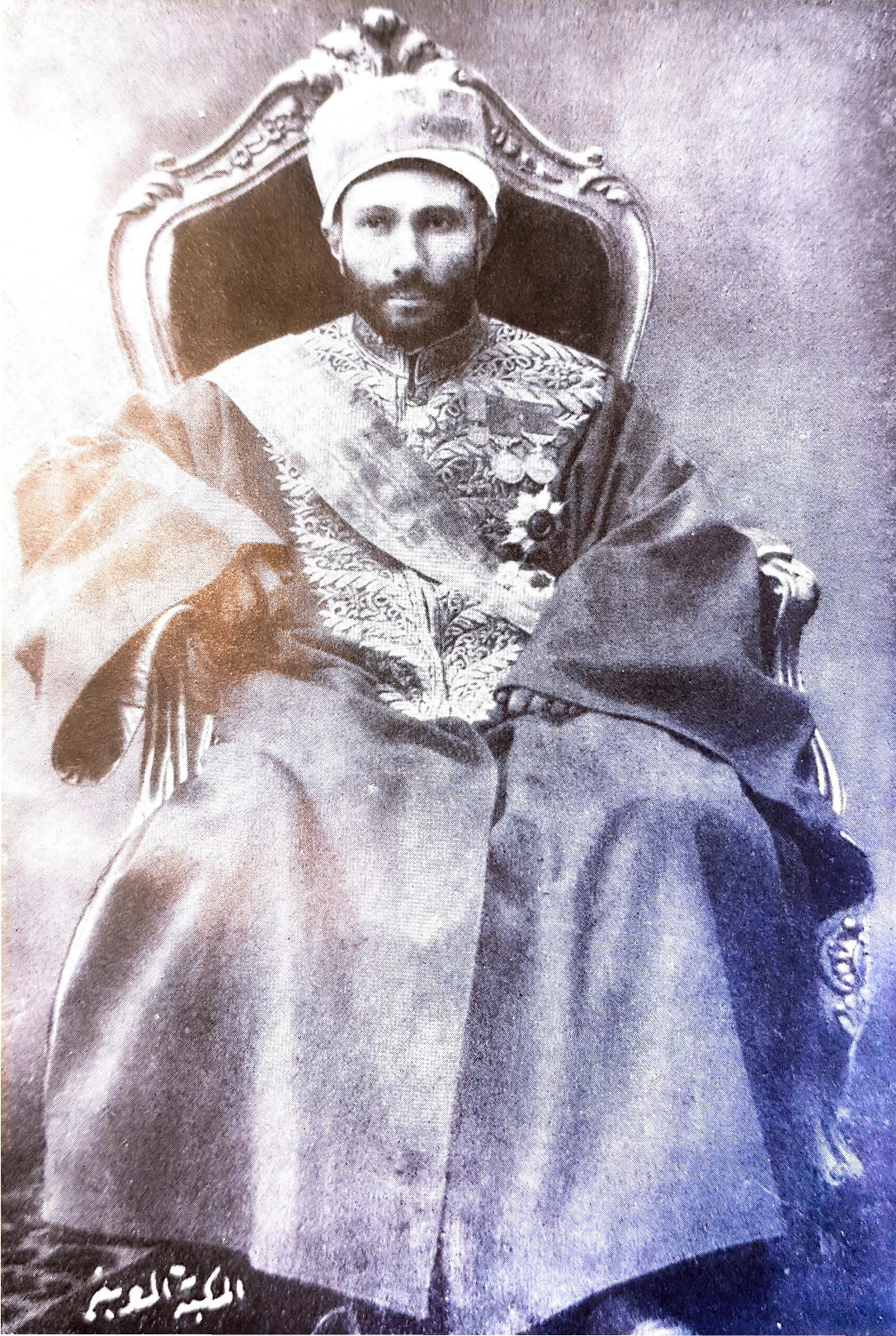
Scheich Muhammad Taufīq al-Bakrī, in dessen Haus in Kairo sich das Vorbereitungskomitee für den Kongress traf.

Nach dieser Konferenz besuchte Gasprinkij auch die Bevollmächtigten Großbritanniens und Russlands sowie den Khediven, um sie vom unpolitischen Charakter des geplanten Kongresses zu überzeugen. ʿAlī Yūsuf (ges. 1913), der Herausgeber der arabischen Tageszeitung al-Mu'aiyad, der dem Palast des Khediven nahestand, organisierte ein Treffen, um ein Vorbereitungskomitee einzusetzen. Dieses Treffen fand im Haus von Scheich Muhammad Taufīq al-Bakrī (gest. 1932), dem Anführer der ägyptischen Sufi-Bruderschaften, statt. Dem Vorbereitungskomitee traten auch Rafīq Bey al-ʿAzm und dessen Cousin Haqqī Bey al-ʿAzm bei. Letzterer wurde zum Sekretär der Gruppe. Um seine Ideen besser auf Arabisch vermitteln zu können, engagierte Gasprinskij einen Kasan-Tataren namens Abdullah Battal-Taymas, der in Kairo Religionswissenschaften studierte und gut Arabisch sprach. Er übersetzte auch seine Schriften ins Arabische.
Zwischen Oktober 1907 und Februar 1908 reiste Gasprinskij drei Mal zwischen der Krim und Kairo hin und her, wobei er Istanbul passierte. Zweimal versuchte er, osmanische Würdenträger zu kontaktieren und das Wohlwollen des Sultans zu gewinnen. Obwohl er vom Großwesir Avlonyalı Mehmet Ferit Pascha empfangen und freundlich behandelt wurde, war die offizielle Haltung der Osmanen gegenüber dem Projekt Gleichgültigkeit. ʿAlī Yūsuf und al-Bakrī übernahmen jetzt mehr oder weniger die Kontrolle über die Planungen und setzten den ersten Kongress für November 1908 an. Dadurch verloren aber andere wichtige Reformdenker wie Raschid Rida, die ʿAlī Yūsuf und al-Bakrī kritisch gegenüberstanden, das Interesse an der Initiative. Da die Gruppe außerdem mit dem jungtürkischen Komitee für Einheit und Fortschritt und Abdullah Cevdet in Verbindung stand, fürchtete Gasprinskij, mit den osmanischen Autoritäten in Konflikt zu geraten. Um die Neutralität des Unternehmens wiederherzustellen, gründete er eine eigene arabischsprachige Zeitung namens an-Nahḍa. Gasprinskij kündigte an, 16 Nummern dieser Zeitung in Kairo herauszugeben, dann nach Teheran zu reisen, um dort weitere 16 Nummern auf Persisch zu veröffentlichen und schließlich in Delhi oder Lucknow 16 weitere Nummern auf Urdu zu publizieren. In dieser Zeitschrift informierte er sein arabisches Publikum auch über die Muslime im Russischen Reich und ihre Leistungen, allerdings ging die Zeitschrift schon nach drei Nummern wieder ein.

### Das indische Schulexperiment
Nach der Jungtürkischen Revolution vom Juli 1908, die die Osmanische Verfassung wieder in Kraft setzte, gab es Hoffnungen auf die Wiederbelebung des Kongressplans. Die Jungtürken schlugen vor, den Kongress in Istanbul einzuberufen, was Gasprinskij aber nicht wollte. Im Laufe der Zeit verlor er selbst das Interesse an dem Kongressplan. Ungefähr um das Jahr 1911 ließ er das Projekt fallen. Auch in seiner Zeitung Tercüman widmete er dem Plan keine Aufmerksamkeit mehr. Dafür fasste er 1912 Pläne, seine neue Unterrichtsmethode auch in Indien, dem Land mit der größten muslimischen Bevölkerung weltweit, einzuführen. Zu diesem Zweck reiste er im Februar 1912 nach Bombay. Dort besuchte er lokale muslimische Schulen, die er in einem schlechten Zustand vorfand. Besonders entrüstet war er darüber, dass dort nicht die arabische Schrift, sondern die Gujarati-Schrift verwendet wurde, weil er darin ein Hindernis bei der Standardisierung der islamischen Kultur sah. Noch im selben Jahr eröffnete er mit seinem alten Slogan „Alphabetisierung in 40 Tagen“ feierlich eine Grundschule der Neuen Methode für den Urdu-Unterricht. Dafür stellte er drei muslimische Lehrer, um sie durch praktische Erfahrung auszubilden, bevor sie die Neue Methode in anderen Teilen Indiens einführen sollten. Um die lokale Bevölkerung zum Besuch der Schule zu ermuntern, übernahm er für zwei Monate die gesamten Kosten der Schule und unterstützte bedürftige Schüler finanziell. Allerdings scheint das Experiment nur sehr kurzlebig gewesen zu sein, denn Gasprinskij kehrte schon bald von Bombay nach Istanbul zurück, ohne die weiteren Ergebnisse seiner Methode in Indien abzuwarten.

### Teilnahme am osmanisch-türkischen Geistesleben
In der Zeit nach 1908 wurde Gasprinskij mehr und mehr in das osmanisch-türkischen Geistesleben hineingezogen, vor allem in die aufstrebenden turkistischen Kreise. So war eines der ersten Mitglieder des Türk Derneği, einer im Dezember 1908 gegründeten Gelehrtengesellschaft, die sich mit der Erforschung der Geschichte, Sprachwissenschaft und Ethnographie der Türkei und der Turkvölker befasste. Er schrieb auch gelegentlich Beiträge für Türk Yurdu, eine Zeitschrift, die ab 1911 von Yusuf Akçura herausgegeben wurde und Angelegenheiten gewidmet war, die alle Turkvölker betrafen. Hier meldete er sich auch 1914 in der erhitzten Debatte zwischen Turkisten und Osmanisten zu Wort und verteidigte in einem Beitrag den Turkismus gegen die Kritik des führenden Osmanisten Ali Kemal. 1912 boten ihm die Jungtürken sogar einen Sitz im Osmanischen Senat an, den er aber mit Verweis auf zeitraubende Tätigkeit als Herausgeber von Tercüman ablehnte. Am vierten Kongresses der gesamtrussländischen Muslime in Sankt Petersburg im Juni 1914 nahm Gasprinskij nicht mehr teil, weil er zu dieser Zeit in Istanbul weilte.

### Tod und Nachkommen

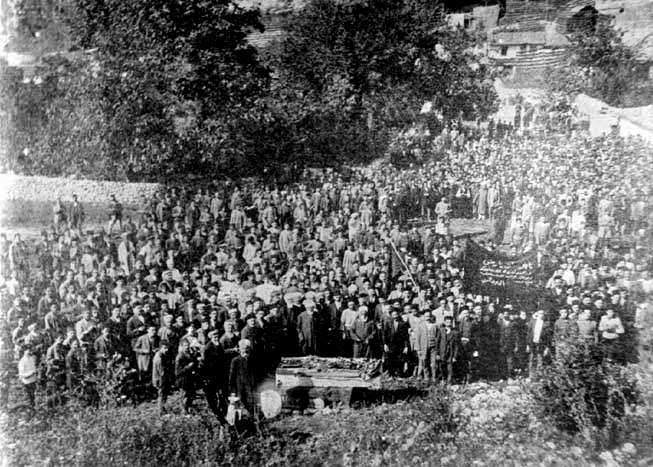
Begräbnis von Ismail Gasprinskij

Gasprinskij starb nach längerer Krankheit am 24. September 1914 in Bachtschyssaraj und wurde in der Zindschirli-Medrese in der Nähe von Mengli Giray Khan bestattet. Sein Begräbnis wurde zu einer außergewöhnlichen öffentlichen Zeremonie, an der mehr als 6.000 Menschen aus dem ganzen russischen Reich teilnahmen. In praktisch jeder türkischen Zeitschrift in Russland und vielen anderen Ländern waren in den folgenden Monaten Traueranzeigen und unzählige Nachrufe und Lobreden auf ihn zu lesen, und in den muslimischen Zentren des Russischen Reiches und in Istanbul wurden religiöse Zeremonien für ihn abgehalten. Selbst im fernen Turkestan trugen die örtlichen Anhänger des Dschadidismus und die Studenten nach Gasprinskijs Tod einen Monat lang Trauerabzeichen auf der Brust.
Ismail Bej Gasprinskij ging während seines Lebens drei Ehen ein. Seine erste Ehe schloss er mit Samura Hanim 1876; sie wurde schon nach zwei Jahren geschieden. Sie hatten eine gemeinsame Tochter, Hatidsche Gasprinskaja. Seine zweite Ehe schloss er 1882 mit Zahire Chanim, der Tochter des Isfendijar Aktschurin, Mit ihr hatte er zwei Töchter Schefika Gaspirinskaja, Nigjar Gaspirinskaja und drei Söhne Refat Gasprinskij, Dschawad-Mansur Gasprinskij und Hajdar-Ali Gasprinskij.
Aufgrund seines Vermächtnisses wurde sein ältester Sohn Refat Eigentümer von Tercüman und Hasan Sabri Ayvazov, der ein Jahr zuvor in die Redaktion eingetreten war, Chefredakteur der Zeitung.

## Publikationen

### Die ZeitungPerewodtschik/Tercüman

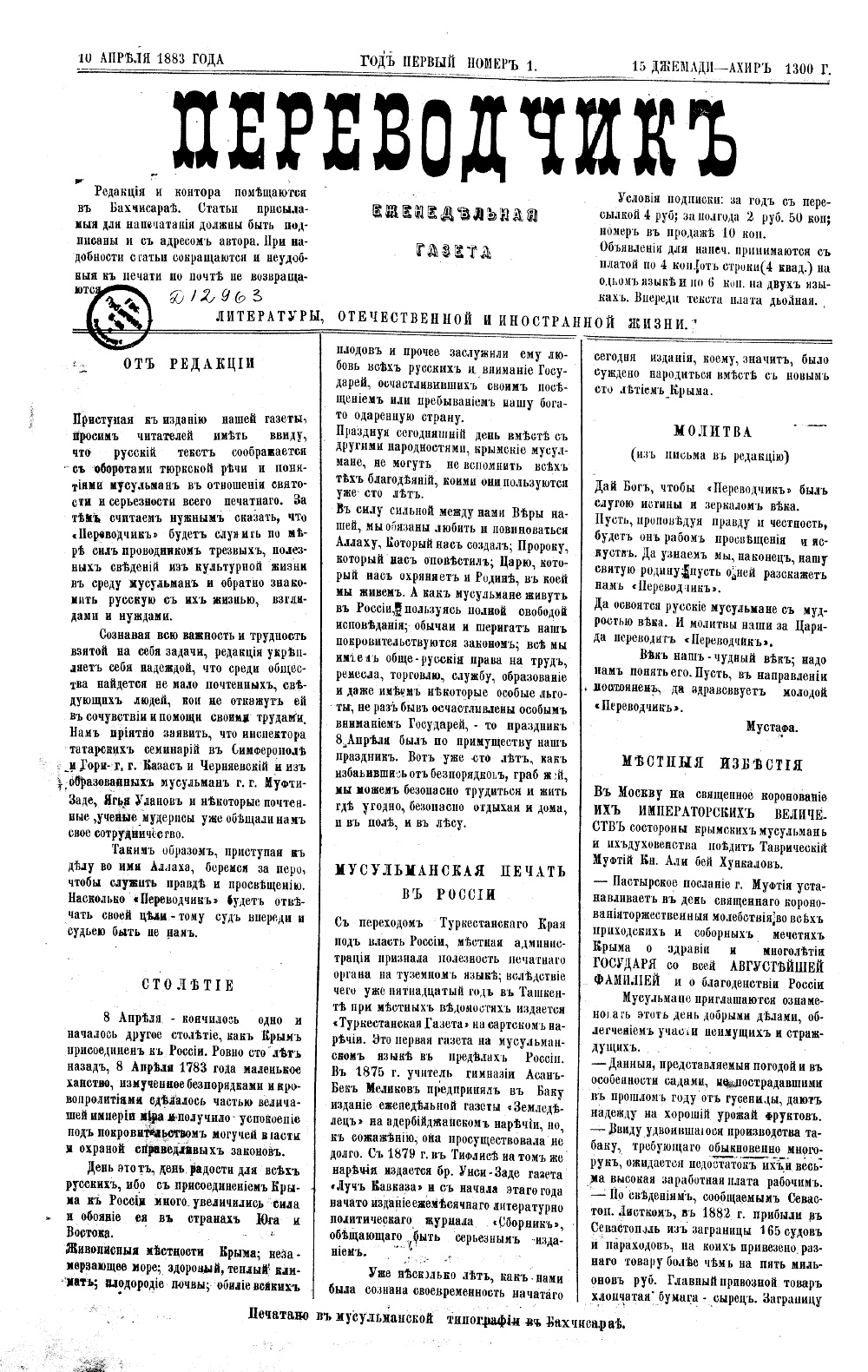
Russischsprachige Seite der Zeitung aus dem Jahre 1883

Die ab 1882 herausgegebene Zeitung erschien bis 1917 und war damit die am längsten erscheinende türkischsprachige Zeitung Russlands. Gasprinskij schrieb die Texte auf Russisch und übersetzte sie in eine Turksprache, die er selbst erschaffen hatte. Die gemeinsame Sprache, die jeder Türkischstämmige verstehen sollte, war eine Mischung aus dem Krimtatarischen und dem Istanbuler Dialekt. Dafür bereinigte er das Osmanische von Lehnwörtern, besonders von arabischen und persischen.
Die Zeitung sollte als Vermittler zwischen der russischen und den muslimischen Kulturen dienen. Die Muslime sollten mit objektiven Informationen zum Weltgeschehen beliefert werden, die Russen über muslimische Lebensweisen, Bedürfnisse und Ansichten informiert werden. Gasprinskij wollte damit die Grenzen zwischen den Kulturen aufweichen und den Austausch fördern. Von Beginn der Herausgabe im Jahre 1882 bis Ende 1905 behielt die Zeitung ihr Format von vier Seiten. Der russischsprachige Anteil schrumpfte allerdings immer mehr zusammen. Der türkischsprachige Teil wurde umgekehrt allmählich erweitert und Tercüman 1890 zur „nationalen Zeitung für Politik, Bildung und Literatur“ erklärt. 1905 wurde der Name der Zeitung in Tercüman-i Ahval-i Zaman („Der Dolmetscher der zeitgenössischen Nachrichten“) abgeändert, und über der Zeitung stand der Slogan Dilde, Fikirde, İşte Birlik („Einheit in Sprache, Idee und im Handeln“). Im Dezember desselben Jahres erhielt Gasprinskij die offizielle Erlaubnis, den russischen Teil, der offensichtlichen zu den Auflagen der ursprünglichen Presselizenz gehörte, ganz aufzugeben. Die Zeitung wurde nun zum wichtigsten Kommunikationsorgan der muslimischen Gemeinschaft im Russischen Reich. Auch die in den Regionen Kasan, dem Kaukasus, Turkestan und Sibirien lebenden Türken erkannten sie als Mittel zur Verbreitung ihrer nationalen Ideen an.
Der Perewodtschik/Tercüman erschien zunächst wöchentlich, ab 1904 zweimal wöchentlich, ab 1906 dreimal wöchentlich und schließlich von 1912 bis zu seiner Einstellung 1918 als Tageszeitung. Die Grundstruktur der Zeitung war einheitlich: „ein Leitartikel oder Artikel von Gasprinskij, russische Inlandsnachrichten, Nachrichten aus dem Ausland, ein Feuilleton (manchmal literarisch-didaktisch, manchmal einfach informativ), amtliche Bekanntmachungen (insbesondere solche, die die Muslime betrafen), Auszüge aus der russischen (und später der muslimischen) Presse, Buchnachrichten und Anzeigen.“ Neben Tercüman publizierte Gasprinskij zeitweise noch verschiedene andere Zeitschriften.

### Weitere Schriften
- Russkoje Musul’manstvo. Mysli, zametki i nabliudeniia musul‘manina („Russisches Muslimentum: Gedanken, Anmerkungen und Beobachtungen eines Muslims“; 1882). In dieser Artikelsammlung formulierte er in vorsichtigem Ton seine grundsätzlichen Ansichten zum Stand der Beziehungen zwischen dem russischen Staat und seinen muslimischen Untertanen.[13] Das Buch richtete sich an ein russisches Publikum.[62] Michael Kemper hat die Artikelsammlung ins Deutsche übersetzt.[63]
- Avrupa medenīyetine bir naẓar-i muvāzene („Eine ausgewogene Bewertung der europäischen Zivilisation“; Istanbul 1885). In diesem vertrat Gasprinskij die Meinung, Europa sei früher oder später dazu bestimmt, mit der „Katastrophe des Sozialismus“ konfrontiert zu werden, der die größten Revolutionen auslösen werde, „die den Dreißigjährigen Krieg und die Große Französische Revolution in den Schatten stellen würden“.[64]
- Medenīyet-i islāmīye („Islamische Zivilisation“)
- Dār ar-rāḥat Müslümānları („Muslime der friedlichen Wohnstätte“, Roman)
- Russisch-Orientalische Beziehungen
- French and African letters; Istanbul, Isis Press, 2008.

## Denken als Reformer
Die Bestrebungen von Gasprinskij lassen sich nach Alan W. Fisher in vier Kategorien einteilen: 1. die Frage der islamischen Erneuerung und der Beziehungen zwischen der islamischen und den verschiedenen westlichen Welten; 2. die Sprache und ihre Rolle bei der islamischen Erneuerung; 3. Frauenrechte und Emanzipation der Frau als essentieller Bestandteil der Erneuerung; und 4. und als Voraussetzung für die drei ersten Punkte Bildungsreform. Gasprinskij wollte den Fortschritt auf diesen vier Feldern nicht gegen die Russische Regierung, sondern mit ihrer Hilfe zustande bringen. Die westliche Wissenschaft und Hilfsmittel sollten das Potential der Muslime entfachen.
Sein Leben lang drängte Gasprinskij die Muslime beharrlich dazu, sich an industriellen, kommerziellen und finanziellen Unternehmungen zu beteiligen. Zu diesem Zweck unterstützte er nachdrücklich die Idee einer breit angelegten Berufsausbildung und einer Ausbildung im Ausland, nach dem Vorbild Deutschlands. Seiner Meinung nach durften Vernunft und Religion nicht getrennt werden. Die Religion sollte nicht die einzige Erfahrung des Muslims sein, sondern durch andere Bereiche erweitert werden. Allerdings sah Gasprinskij beim Islam auch keinen Widerspruch zwischen Glauben und Vernunft. Für ihn war das wesentliche Gebot des Korans die Gerechtigkeit.

### Russland und die Muslime
In seiner Artikelsammlung Russkoje Musul’manstvo wies darin Gasprinskij darauf hin, dass die Turko-Tatarischen Völker die zweitgrößte Nationalität im Russischen Zarenreich waren, und beschrieb die russländischen Muslime als loyal, aber rückständig. In einer anderen Publikation brachte er den Gedanken vor, dass die russischen Muslime eine wichtige Rolle bei der Verbesserung der Beziehung zwischen Russland und den Muslimen weltweit spielen könnten. Allerdings bemängelte er die Verständnislosigkeit und den Abstand zwischen den Muslimen und Russen. An die Stelle der Russifizierungspolitik, die er kritisierte, sollte seiner Meinung nach eine Erneuerung des russischen Islams treten mit weltlicher Bildung für die Muslime und Vermittlung der russischen Wissenschaft, Kultur und Sprache. Ebenso forderte er eine Möglichkeit der Veröffentlichung auf Turksprachen. Diese Ziele waren seiner Meinung nach nur in Zusammenarbeit mit der russischen Regierung erreichbar. Er glaubte, dass früher oder später Russen und Tataren die gleichen Rechte genießen würden und die russische Regierung schließlich selbst zur Besinnung kommen und ihre oft feindselige Politik gegenüber Muslimen und anderen Minderheiten aufgeben würde.
Die Schaffung eines Verfassungssystems in Russland war für Gasprinskij von großer Bedeutung, denn er war der Ansicht, dass die Interessen der muslimischen Türken „sehr eng mit den Interessen eines Verfassungsstaates verknüpft“ seien. Gasprinskij bemühte sich intensiv um die Einführung eines territorial gebundenen Nationskonzepts und lehnte jegliche Idee von Auswanderung kategorisch ab. Auch betonte er die Bedeutung von Boden und Landwirtschaft. Die Auswanderung von turkstämmigen Muslimen verurteilte er dagegen als eine Seuche, die die türkischen Heimatländer in Russland auslauge. In einem Artikel, den er 1912 in der Zeitschrift Türk Yurdu veröffentlichte, äußerte er, dass er solche Auswanderung am liebsten verbieten würde, weil jeder Türke, der auswandere, zehn andere dazu verführe, dasselbe zu tun.
Allerdings strebte Gasprinskij nie eine türkische Einheit auf politischer Basis an. In seinen letzten Lebensjahren formuliert er seine Position zu dieser Frage wie folgt: „Es gibt gewisse Ideen, die uns verboten sind. Überlassen wir sie der Nachwelt. Verwirklichen wir [zuerst] die geistige Einheit. Vereinen wir die Sprachen. Andere sollen über politische Einheit nachdenken.“

### Schaffung einer gemeinsamen türkischen Sprache
Ein wichtiger Punkt für die Umsetzung von Gasprinskijs Ideen war die Sprache. Er war davon überzeugt, dass die turkstämmigen Muslime eine gemeinsame Literatursprache benötigten. Diese gemeinsame Sprache sollte die Turkvölker in Russland, im Osmanischen Reich und in anderen Regionen miteinander verbinden und die Aufspaltung in verschiedene Einzelgruppen (Tataren, Karapapaken, Kasachen usw.) überwinden. Die gemeinsame Sprache sollte genauso als eine gute Basis für die Kommunikation und Zusammenarbeit in Hinblick auf die von ihm angestrebte Erneuerung dienen. Für ihn war eine gemeinsame Nationalsprache die Quelle für den Fortschritt von Bildung, Literatur und Religion. Die vereinigte Literatursprache sollte aber auch der ganzen Welt zeigen, dass die turksprachigen Völker eine einzige Nation waren.
Gasprinskij betrachtete bei diesem Projekt Nikolai Iwanowitsch Ilminski und seine Anhänger als Gegner, mit dem Argument, dass diese nicht zuließen, dass die Kinder von Tataren und Baschkiren, Kirgisen und Usbeken die gleichen Schulen besuchten und damit die Uneinigkeit unter den turkstämmigen Völkern beförderten. Auch wandte er sich gegen die Versuche, das Kyrillische Alphabet als Mittel zur Schreibung von Turksprachen einzuführen. Als 1907 das Russische Bildungsministerium vorschrieb, dass in den muslimischen Grundschulen jeweils der lokale Dialekt als Muttersprache gelten und dementsprechend als Unterrichtssprache verwendet werden sollte, und somit das Projekt der gemeinsamen türkischen Literatursprache hintertrieb, gehörte Gasprinskij naturgemäß zu den schärfsten Gegnern dieser Regelung. Er ging in seinem Wunsch nach Schaffung einer gemeinsamen türkischen Sprache so weit, dass er die Existenz einer tatarischen Sprache leugnete.
Die gemeinsame türkische Sprache sollte nach Gasprinskij einfach sein so wie die Sprache, die in Tercümen verwendet wurde, und sollte auf der gesprochenen Sprache basieren. Fremde Spracheinflüsse sollten nach Möglichkeit aus dem Türkischen verbannt werden, unverständliche arabische und persische Redewendungen sollten vermieden werden und ungebräuchliche Lokalausdrücke dem Osmanischen angepasst werden. Allerdings lehnte er es kategorisch ab, die von ihm vorgeschlagene Literatursprache als „Osmanisch-Türkisch“ zu bezeichnen, da diese als künstlich galt und negativ konnotiert war. Arabische und persische Begriffe ließ er nur dann zu, wenn mit ihnen russische Begriffe vermieden werden konnten.
Der Stil, den Gasprinskij selbst in seinen Publikationen pflegte, unterschied sich von der Sprache der Literaten Istanbuls vor allem durch seine Einfachheit, Kürze und Deutlichkeit. Mit diesem Stil war er sehr einflussreich. Auch die führenden literarisch-politischen Figuren wie Rizaeddin bin Fachreddin, Abdürreşid İbrahim, Yusuf Akçura, Ahmet Ağaoğlu und Hüseyinzade Ali schrieben in Tercümen-Türkisch oder einer sehr ähnlichen Sprache. Am Ende seines Lebens, im Jahr 1914, führte Gasprinkij einige orthografische Änderungen am arabischen Alphabet ein, das in Tercümen verwendet wurde, um das Lesen des Türkischen in arabischer Schrift zu erleichtern.

### Rechte und Emanzipation der Frau

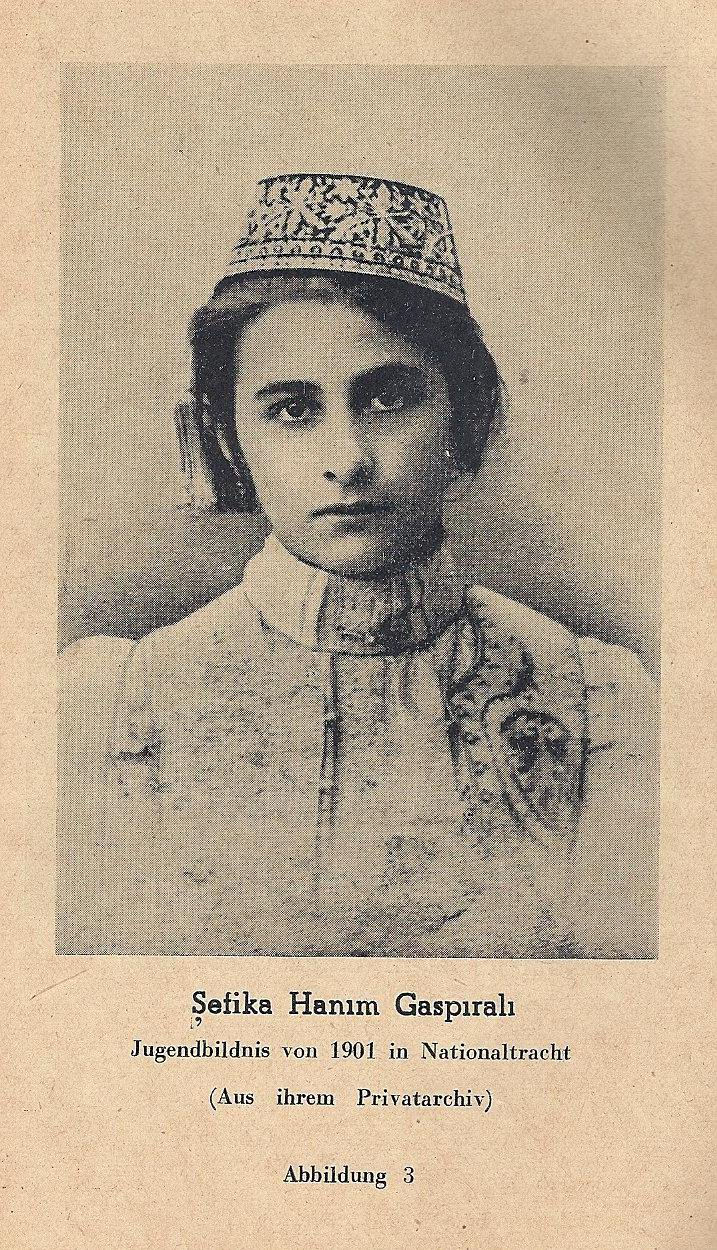
Şefika, die Tochter Ismail Gasprinskijs und Herausgeberin von ʿĀlem-i niswān

Die Rechte und die Emanzipation der Frauen sah Gasprinskij als zusätzliches Element, um einen Erneuerungsprozess in Gang zu setzen, da Frauen die Hälfte der Bevölkerung ausmachen. Die zusätzliche Kraft sollte zur nationalen Entwicklung beitragen. Die Arbeit der Frauen war notwendig, um auf das Niveau des Westens zu kommen. Bildung war für ihn die erste Voraussetzung, um ein und aufgeklärtes nationales Lebens zu gewährleisten und die Lebensbedingungen der Frauen zu verbessern. Gasprinskij betonte die Gleichstellung der Frauen und Männern in Fragen der Ehe, Scheidung und Erbschaft und verwies dabei auf den Koran.
Zusammen mit seiner Frau Zahire Hanim und Mustafa Davidovič eröffnete Gasprinskij am 25. Jahrestag der Entstehung von Tercüman ein Kunsthandwerkschule für Mädchen, eine Idee, die sich auch in anderen Provinzen verbreitete. Auch gründete er mit seiner Tochter Şefika die erste turksprachige Frauenzeitschrift mit dem Titel ʿĀlem-i niswān. Zunächst steuerte er einige Artikel bei, überließ aber bald das gesamte Unternehmen seiner Tochter und ihrem Mann Nasib Yusuf Bey Vezirof. Außerdem veröffentlichte Gasprinskij ein Werk über Frauenrechte, betitelt Kadınlar ülkesi.